# Экономика счастья
Экономика счастья — новое направление в экономической теории, возникшее в последние десятилетия в связи с все более обостряющейся критикой ВВП и смежных с ним показателей. 
В рамках направления были созданы и продолжают создаваться альтернативные показатели, позволяющие определить развитие нации с разных сторон. Исследования в области экономики счастья направлены на разработку методов количественного измерения счастья, а также решение проблемы сведения субъективных оценок к общей форме.

## Показатели измерения
Продолжительное время в экономической науке доминировал объективный подход, согласно которому доход (индивидуальный или домохозяйства) в абсолютном исчислении рассматривался как наиболее адекватный индикатор индивидуального или семейного благосостояния, а национальный доход (показатель ВВП на душу населения) — как индикатор экономического благополучия страны. За последние несколько десятилетий произошли изменения в понимании понятия благополучие. На сегодняшний день экономисты, а также многие ученые[какие?] из разных сфер пришли к выводу о том, что благополучие нации определяется не только экономическим благосостоянием, но также и другими факторами. Введен новый показатель: «субъективное благополучие». Измерения теперь включают в себя совокупность критериев оценки, одним из которых является экономическое благополучие, определяемое величиной ВВП на душу населения. Кроме того, дополнительными критериями измерения являются: счастье, удовлетворенность жизнью, толерантность в той или иной стране, свобода выбора и действий, уровень религиозности, патриотизма и демократизации общества. Вопрос о выявлении зависимости между уровнем экономического развития и счастьем позволяет выявить некоторые особенности синтеза экономики с другими сферами человеческой жизни.
Сейчас[когда?] ученые[какие?] осознают необходимость выявления связей и зависимостей между объективным показателем экономического благополучия (ВВП на душу населения) и субъективными оценками населения. Учёт субъективных показателей необходим, так как он позволяет выбирать нужные направления экономической и социальной политики. Использование показателей и индексов открывает дискуссию для поиска более адекватных индикаторов благополучия населения как отдельно взятой страны, так и для сравнительных исследований благополучия населения разных стран.
По результатам исследований[каких?] многие ученые[какие?] пришли к выводу о том, что уровень счастья оставался стабильным во всех странах на протяжении многих лет. То есть ни положительные изменения каждого человека, такие как успех в жизни или рост дохода, ни неудачи в принципе не оказывали большого влияния на общий уровень счастья. То есть можно говорить о том, что уровень благосостояния отклонялся, придерживаясь своего базового значения, сохраняя нации на «hedonic treadmill» (термин, используемый для характеристики явления, при котором людям постоянно нужно удовлетворять все новые возникающие потребности, дословно «гедонистическая беговая дорожка»).
Согласно исследованию 2010 года лауреатов Нобелевской премии по экономике Д. Канемана и А. Дитона, уровень счастья не зависит напрямую от уровня доходов. Оптимальным уровнем годового заработка в Соединенных Штатах в 2010 году были 75 тыс. долларов. Уровень счастья быстро возрастает по мере роста доходов до этой величины. После отметки в 75 тыс. долларов даже очень большой прирост в доходах не ведёт к заметному увеличению эмоционального ощущения счастья. При этом согласно Канеману и Дитону, следует различать удовлетворённость жизнью как результат рассуждений (удовлетворённость жизнью растёт и при росте доходов выше 75 тыс. долларов) и счастье как эмоциональный жизненный опыт.

## Парадокс Истерлина
Основная статья: Парадокс Истерлина  (англ.)
Касательно нации процесс можно описать так: при общем экономическом росте, относительные положительные и отрицательные изменения в жизни каждого отдельно взятого человека уравновешивают друг друга, не создавая изменения в общем уровне счастья в стране. Если в рыночном обществе наблюдается дифференциация доходов, то счастливой себя будет ощущать только определенная доля людей (скажем, 30—40 %), считающих себя относительно богаче (то есть успешнее) других. При этом абсолютный уровень богатства общества (например, ВВП на душу населения) может быть разным, но пока наблюдается дифференциация доходов, средний уровень «счастья» в обществе будет постоянным. Эту закономерность обнаружил Ричард Истерлин в 1970-х годах в ходе эксперимента, где людей из разных стран просили отметить уровень своего «счастья». Выяснилось, что уровень богатства страны не влияет на долю людей, которые считали себя счастливыми. Это наблюдение получило название парадокса Истерлина и вскоре стало популярной темой для обсуждения в различных социальных науках, породив в экономической теории целое направление — «экономику счастья». Правда, в исследованиях вместо слова «счастье» (happiness) для устранения ненужных ассоциаций зарубежные экономисты и социологи применяют термин «субъективное благополучие» («subjective well-being», SWB), которое включает в себя критерий счастья и критерий удовлетворенности жизнью. Позже было обнаружено, что при межстрановых сравнениях за конкретный год парадокс Истерлина не подтверждается.
Истерлин доказывал вывод о постоянстве уровня счастья и абсолютной независимости его от дохода, основываясь на некоторых теориях, таких как «setpoint theory» в психологии, согласно которой существует определенная точка, от которой субъективное благополучие отклоняется, но возвращается к ней, потому, что генетика и заложенный темперамент человека сопротивляются воздействию социально-экономической политики и воздействию со стороны социума.
Более поздние исследования, проведенные некоторыми учеными, такими как Фудзита и Динер, доказали, что уровень счастья изменяется со временем для отдельно взятых групп людей. Исследовав данные за 17 лет в Германии, они пришли к выводу о том, что уровень удовлетворенности жизнью для 24 % опрашиваемых значительно отличается, если сравнивать первые и последние 5 лет исследования. Аналогично Лукас, Кларк, Джеорджелис и Динер выяснили, что несмотря на то, что в среднем уровень удовлетворенности жизнью исследуемой группы людей возвращается к базовому уровню, существует значительное количество людей, для которых характерно устойчивое отклонение от базового уровня.
Однако совсем не обязательно изменения для отдельных групп означают существование подобных изменений для целых наций. Ведь теория социального сравнения, используемая Истерлином, утверждает, что относительные выигрыши и потери уравновешивают друг друга внутри страны и не приводят к общему изменению уровня счастья.
Однако кросс-секционные сравнения наций Рональда Инглхарта показывают существование изменений в уровне счастья в большинстве стран, а также демонстрируют связь уровня счастья с темпами экономического роста.
Считается[кем?], что экономическое развитие создает переход в обществе: от максимизации экономического роста к максимизации субъективного благополучия SWB: переход от общества дефицита (scarcity) к обществу безопасности (security) обеспечивает резкое увеличение субъективного благополучия. Но существует порог, при котором экономический рост более не приносит значительное увеличение уровня субъективного благополучия. Это можно объяснить тем, что на этом уровне голод больше не является реальной проблемой для большинства людей. Выживание становится само собой разумеющимся. И в таком обществе появляется значительное число постматериалистов, и для них экономические выгоды больше не обеспечивают увеличение субъективного благополучия.
При низком уровне экономического развития даже небольшие экономические выгоды принесут высокий рост уровня субъективного благополучия и увеличат продолжительность жизни. Для каждого отдельно взятого человека приоритетом будет максимизация экономических выгод, а для общества приоритетом будет являться экономический рост. Данная стратегия оказывается достаточно эффективной для обеспечения роста благосостояния. Но процесс длится до того момента, когда общество достигает определенного порога развития. Человек достигает точки, в которой дальнейший экономический рост приносит лишь минимальное увеличения уровня продолжительности жизни и уровня субъективного благополучия.
Конечно, процесс все ещё можно проследить, проводя межнациональные сравнения, но с этого момента неэкономические аспекты жизни становятся все более значимыми, определяющими как долго и насколько хорошо живут люди. После достижения этой пороговой точки рациональным является акцентирование всех усилий на повышение качества жизни населения, а не на стремлении к экономическому росту. Этот сдвиг связан со значительными изменениями на индивидуальном уровне, а именно изменением ценностей: смещение внимания с экономической и физической безопасности на ценности самовыражения, выдвигающих на первый план участие в общественной жизни, свободу выражения мнений и качество жизни. В условиях дефицита люди сосредоточены на выживание и им необходимо в первую очередь заботиться об экономической и физической безопасности. Экономическое развитие обеспечивает чувство общественной экзистенциальной безопасности, что приводит к изменению ценностей с выживания в сторону ценностей самовыражения и свободного выбора, которые становятся прямым способом максимизировать счастье и удовлетворенность жизнью. Основной тенденцией этого изменения в жизненных стратегиях является преуменьшение роли внешних авторитетов и максимизация индивидуальной автономии.